# (1296) Andrée
(1296) Andrée est un astéroïde de la ceinture principale découvert le 25 novembre 1933 à l'Observatoire d'Alger par l'astronome français Louis Boyer qui le nomma du prénom de sa nièce.

## Historique
Sa désignation provisoire, lors de sa découverte le 25 novembre 1933, était 1933 WE.

## Caractéristiques
Sa distance minimale d'intersection de l'orbite terrestre est de 1,091 760 ua.